# 99P/Kowal
La comète Kowal 1, officiellement 99P/Kowal 1, est une comète périodique du système solaire, découverte le 24 avril 1977 par Charles T. Kowal à l'observatoire du Mont Palomar en Californie.